# Alois Schloder
Alois Schloder (Landshut, 11 agosto 1947) è un ex hockeista su ghiaccio tedesco.

## Palmarès

### Olimpiadi invernali
- 1 medaglia[1]:
  - 1 bronzo (Innsbruck 1976)